# ینی‌کند (کلبجر)
ینی‌کند (به لاتین: Yenikənd) یک تقسیمات کشوری در جمهوری آذربایجان است که در شهرستان کلبجر واقع شده‌است.